# Brevipalpus ornatus
Brevipalpus ornatus är en spindeldjursart som beskrevs av Baker och James P. Tuttle 1987. Brevipalpus ornatus ingår i släktet Brevipalpus och familjen Tenuipalpidae. Inga underarter finns listade.